# 1926年逝世人物列表
1926年逝世人物列表：1月 - 2月 - 3月 - 4月 - 5月 - 6月 - 7月 - 8月 - 9月 - 10月 - 11月 - 12月
下面是1926年逝世的知名人士列表。

## 1月

### 4日
- 瑪格麗塔，義大利王后

### 12日
- 約翰·鮑爾斯，英國聖公會主教

- 奧斯丁·查普曼，澳大利亞政治家

### 15日
- 詹巴蒂斯塔·德·柯蒂斯，義大利畫家
- 路易·馬若雷勒，法國傢具設計師
- 恩里科·托塞利，義大利鋼琴家和作曲家

### 18日
- S·斯拉斯·巴拉德，美國政治家

### 21日
- 瑪麗·佈雷姆，美國婦女參政論者
- 卡米洛·高尔基，義大利醫生，諾貝爾生理學或醫學獎獲得者

### 23日
- 德西雷-約瑟夫·梅西耶，比利時天主教紅衣主教和哲學家

### 26日
- 布庫拉·鄧布拉瓦，匈牙利出生的羅馬尼亞小說家、推廣人、徒步旅行者和神學家
- 約瑟夫·薩斯菲爾德·格拉斯，美國羅馬天主教主教

### 28日
- 加藤高明，日本政治家，第24任日本首相
- 歐內斯特·特魯布里奇，英國海軍上將

### 30日
- 芭芭拉·拉瑪律，美國電影女演員

## 2月

### 8日
- 威廉·贝特森，英國遺傳學家

### 10日
- 阿基夫·帕夏·艾爾巴薩尼，阿爾巴尼亞政治人物

### 12日
- 李完用，朝鮮王朝末年政治人物
- 阿特·史密斯，美國飛行員

### 13日
- 法蘭西斯·伊西德羅·埃奇沃斯，英愛哲學家和政治經濟學家

### 14日
- 鲍渥，法國外交官
- John Jacob Bausch，德國出生的美國配鏡師，博士伦聯合創始人

### 17日
- 揚·切普拉克，波蘭羅馬天主教神父、主教和上帝的僕人

### 21日
- 海克·卡末林·昂內斯，荷兰物理学家，超导的发现者

### 24日
- 埃迪·普朗克，美國棒球運動員和美國職業棒球大聯盟名人堂成員

### 28日
- 阿方斯·路易·尼古拉斯·包瑞利，法國天文學家，發現了19顆小行星和至少16顆彗星。

## 3月

### 3日
- 西德尼·李 (作家)，英国犹太裔历史学家和传记作家。
- 尤金妮婭·曼泰利，義大利歌劇演唱家

### 4日
- 牧首馬卡留斯二世

### 11日
- 梅貝爾·海克斯·賈斯蒂斯，美國小說家和編劇

### 12日
- E.W.斯克里普斯，美國報紙出版商

### 17日
- 阿列克塞·勃魯西洛夫，俄羅斯帝國、俄羅斯共和國、蘇聯將領。

### 19日
- 弗裡德里希·布羅德森，德國歌劇演唱家

### 20日
- 克里希納·戈文達·古普塔，印度政治家，印度公務員
- 瑞典的路易丝公主，丹麥王后

### 24日
- 西佐，施瓦茨堡家族首領。

### 26日
- 康斯坦丁·费伦巴赫，德國政治家，德國第13任總理

### 28日
- 菲利普 (奧爾良公爵)，自1894年到1926年法國奧爾良派的王位請覬覦者。

### 29日
- 查理斯·威廉姆森·克魯克，英國教師、工會會員和政治家

## 4月

### 1日
- 雅各·帕夫洛維奇·阿德勒，俄羅斯演員

### 4日
- 湯瑪斯·巴寶莉，英國商人和發明家

### 7日
- 古列尔莫·布雷齐
- 喬瓦尼·阿門多拉，義大利記者和政治家

### 9日
- 亨利·米勒，出生於英國的美國舞台演員和製片人

### 10日
- 大島義昌，日本將軍

### 11日
- 路德·伯班克，美國生物學家、植物學家和農業科學家

### 14日
- 奧托·斯塔克，美國畫家

### 17日
- 安東尼奧·阿道夫·佩雷斯·阿吉拉爾，薩爾瓦多羅馬天主教大主教

### 19日
- 亞歷山大·亞歷山德羅維奇·丘普羅夫，蘇聯統計學家

### 20日
- 比利·奎克，美國演員

### 22日
- 費德里科·迦納，智利作家和外交家

### 24日
- 朝鮮純宗，韓國末代天皇

### 25日
- 艾倫·基，瑞典女權主義作家

### 26日
- 邵飘萍，中國记者
- 傑弗里斯·路易斯，出生於英國的舞臺女演員

### 28日
- 川村景明，日本陸軍元帥

### 30日
- 贝西·科尔曼，美國飛行員

## 5月

### 3日
- 維克多·拿破崙，法國拿破崙家族的後裔，拿破崙-熱羅姆·波拿巴之子

### 7日
- 莉蓮·勞倫斯，美國女演員

### 9日
- J.M.登特，英國出版商

### 10日
- 奧爾頓·派克，美國法官和政治候選人
- 賈辛托·梅諾蒂·塞拉蒂，義大利政治家

### 14日
- 阿道夫·贝里曼，瑞典男子拔河運動員。

### 16日
- 穆罕默德六世，奥斯曼帝国的最后一位蘇丹

### 18日
- 尼古拉斯·塞森·馮·特梅林伯爵

### 21日
- 乔治·利沃维奇·卡托瓦，法國血統的俄羅斯作曲家，音樂教育家。

### 22日
- 湯瑪斯·阿雷霍拉，菲律賓律師、立法者、外交官和作家

### 26日
- 弗蘭克·納爾遜·科爾，美國數學家
- 西蒙·佩特留拉，烏克蘭獨立戰士

### 27日
- 遮打爵士，亞美尼亞裔香港商人。

### 28日
- 詹姆斯·康德黎，倫敦外科名醫，香港西醫書院的創始人之一。
- 蜜雪兒·科梅拉，義大利畫家

## 6月

### 4日
- 弗雷德·斯波福斯，澳大利亞板球運動員

### 8日
- 艾米麗·霍布豪斯，英國福利活動家
- 瑪麗亞姆·特雷西亞·奇拉梅爾，印度天主教徒，自稱宗教和汙名主義者

### 9日
- 桑福德·多爾，夏威夷總統兼夏威夷第一任地區總督

### 10日
- 安东尼奥·高迪，西班牙建筑家[1]

### 13日
- 尼古拉·齐赫泽，蘇聯政治家

### 14日
- 瑪麗·卡薩特，美國畫家和版畫家
- 溫德姆·溫德姆-奎因，盎格魯-愛爾蘭政治家

### 18日
- 奥尔嘉·康斯坦丁诺芙娜，是俄羅斯女大公，希臘王后，希臘國王佐治一世的妻子。

### 23日
- 约恩·马格努松，冰島政治家，冰島第一任總理

## 7月

### 1日
- 卡洛·路易吉·斯佩加齊尼，出生於義大利的阿根廷植物學家和真菌學家

### 2日
- 埃米爾·庫埃，法國心理學家
- 克利斯蒂安·瓊松，冰島公使

### 9日
- 聖母瑪利亞·阿方薩，美國羅馬天主教修女、社會工作者、創始人和可敬的

### 12日
- 格特魯德·貝爾，英國考古學家、作家、間諜和行政人員;被稱為「伊拉克無冕女王」
- 約翰·W·威克斯，美國共和黨政治家

### 14日
- 羅莎娜拉，英印混血舞者

### 17日
- 伯納德·科因，愛爾蘭羅馬天主教神職人員

### 18日
- 蒂布西奧·阿納伊斯·穆尼奧斯，西班牙羅馬天主教神父

### 20日
- 费利克斯·埃德蒙多维奇·捷尔任斯基，蘇聯領導人

### 22日
- 威拉德·路易斯，美國演員
- 弗里德里希·馮·維塞爾，奧地利經濟學家

### 23日
- 查理斯·艾弗里，美國演員、導演和編劇
- 金子文子，日本無政府主義者和虛無主義者

## 8月

### 3日
- 阿尔贝·科雷，法國男子田徑運動員

### 6日
- 康斯坦丁·克里梅斯庫，羅馬尼亞數學家和政治家

### 14日
- 約翰·H·莫菲特，美國政治家

### 21日
- 乌颜·旺楚克，不丹國王

### 22日
- 查理斯·W·艾略特，哈佛大學校長
- 喬·摩爾，美國演員

### 23日
- 魯道夫·瓦倫蒂諾，義大利演員

- 約翰·羅傑斯，美國海軍軍官和海軍航空先驅

### 30日
- 埃迪·萊昂斯，美國演員

## 9月

### 15日
- 倭鏗，德國唯心主義哲學家，1908年諾貝爾文學獎獲得者。
- 亞歷山大·博伊特，美國石匠

### 17日
- 拉希德·塔利亞，外約旦第一任總理

### 21日
- 萊昂·查理斯·大衛寧，法國電報工程師

### 25日
- 赫伯特·布斯，英國救世主，威廉和凱薩琳·布斯的第三個兒子

### 26日
- 何塞·瑪利亞·奧雷利亞納，瓜地馬拉政治和軍事領袖，瓜地馬拉第14任總統

### 28日
- 海伦·阿林厄姆，英國維多利亞時代的水彩畫家和插畫家。

## 10月

### 7日
- 埃米爾·克雷佩林，德國精神病學家

### 9日
- 瓦索·阿巴希澤，喬治亞演員
- 約西亞斯·馮·海林根，德國將軍

### 11日
- 海米·魏斯，美國黑幫

### 12日
- 埃德温·阿伯特·阿伯特，英國作家和神學家
- 保羅·普哈洛·馮·布羅格，克羅埃西亞奧匈帝國將軍

### 16日
- 漢諾威的弗蕾德里克

### 19日
- 維克多·巴貝什，羅馬尼亞細菌學家
- 路德維格·卡斯滕，德國畫家

### 20日
- 尤金·维克多·德布斯，美國勞工和政治領袖

### 24日
- 曾習經，中國清代財政官員、著名詩詞人、書家。
- 所羅門·埃爾曼，捷克出生的奧地利皮膚科醫生和組織學家

### 31日
- 哈里·胡迪尼，美國魔术师[2]
- 查理斯·萬斯·米勒，加拿大商人

## 11月

### 3日
- 安妮·奧克利，美國神槍手和藝人[3][4]

### 6日
- 卡爾·斯沃茨，瑞典政治家，第14任瑞典首相

### 7日
- 湯姆·福爾曼，美國演員和導演

### 10日
- 柳博芙·陀思妥耶夫斯卡婭，俄國作家

### 18日
- 卡尔·埃克利，動物標本剝製師、生物學家、動物保護者、發明家和自然攝影師。

### 19日
- 湯瑪斯·庫薩克，美國企業家、先驅和政治家

### 21日
- 法蘭克·E·巴特勒，愛爾蘭裔美國神槍手
- 約瑟夫·麥肯納，美國政治家、最高法院大法官

### 26日
- 約翰·白朗寧，美國輕武器設計家，擁有128項槍枝專利。
- 贝尔福特·巴克斯，英國大律師、記者、哲學家、男權活動家、反女權主義者、社會主義者和歷史學家，英國第一批馬克思主義宣傳家之一。

## 12月

### 2日
- 熱拉爾·庫雷曼，比利時政治家，比利時第21任首相

### 3日
- 齊格弗裡德·雅各松，德國作家和評論家

### 4日
- 伊萬娜·科比爾卡，斯洛維尼亞畫家

### 5日
- 克勞德·莫奈，法國印象派主要畫家[5]

### 10日
- 尼古拉·帕希奇，塞爾維亞和南斯拉夫政治家，塞爾維亞第4任總理，南斯拉夫第33任總理

### 16日
- 威廉·拉內德，美國網球冠軍

### 17日
- 拉爾斯·馬格努斯·愛立信，瑞典發明家，愛立信創始人

### 20日
- 納西莎·弗雷薩斯，西班牙畫家和雕塑家

### 22日
- 米娜·阿恩特，紐西蘭畫家

### 24日
- 約翰·卡斯特伯格，挪威激進派政治家

### 25日
- 奧列克桑德·巴文斯基，烏克蘭政治家
- 大正天皇，日本天皇，第一次世界大戰領導人之一

### 27日
- 阿瑪利亞·里戈，瑞典歌劇演唱家

### 28日
- 羅伯特·威廉·費爾金，英國出生的醫學傳教士、探險家、人類學家和神秘學家

### 29日
- 莱纳·玛利亚·里尔克，奧地利詩人[6]

### 30日
- 費利斯·拿破崙·卡內瓦羅，義大利海軍上將

## 日期不詳
- 毕倚虹
- 卞蔭昌
- 菲利普·伯恩-琼斯
- 曹嘉祥
- 曹鍈
- 陳開沚